# Euconnus algarvensis
Euconnus algarvensis é uma espécie de insetos coleópteros polífagos pertencente à família Scydmaenidae.
A autoridade científica da espécie é Franz, tendo sido descrita no ano de 1962.
Trata-se de uma espécie presente no território português.